# Juan Martín Prada
Juan Martín Prada (Madrid, 1971) és un professor universitari espanyol, catedràtic de la Universitat de Cadis.
Es va llicenciar i doctorar en filosofia a la Universitat Complutense de Madrid el 1998. Ha estat director de màster de la Universitat Europea de Madrid i professor de la Universitat de Valladolid, i ha col·laborat amb diverses universitats, com la Universitat de Girona, la Universitat de Compostel·la o la Universitat de Sevilla, entre d'altres. A la Universitat de Cadis dirigeix el grup de recerca «Teories estètiques contemporànies». Com a autor, ha publicat diversos textos sobre estètica i teoria de l'art, tant a revistes acadèmiques com de divulgació.

## Publicacions destacades
- La apropiación posmoderna. Arte, práctica apropiacionista y Teoría de la posmodernidad (2001)
- Las nuevas condiciones del arte contemporáneo (2003)
- Otro tiempo para el arte. Cuestiones y comentarios sobre el arte actual (2012).
- Prácticas artísticas e Internet en la época de las redes sociales (Akal, 2012)
- El ver y las imágenes en el tiempo de Internet (Akal, 2018).
- Teoría del arte y cultura digital. (Akal, 2023)[4]